# 龍飛 (張璉)
龍飛（りゅうひ）は明代に張璉が自立し建てた説のある私年号。使用年代不詳。
李崇智は、李兆洛『紀元編』が『紀元韻叙』を根拠にあげていることを指摘した上で、毛奇齢『後鑑録』巻四に張璉の「飛龍伝国元宝」なる国璽について記載があることを理由に、これを元号と誤解したものと考証しており、その実在に否定的である。